# 2012 런던 올림픽 MBC 공식 응원가 Part.2
〈2012 런던 올림픽 MBC 공식 응원가 Part.2〉는 2012년 하계 올림픽을 위해 제작한 MBC 공식 응원가로 〈2012 런던 올림픽 MBC 공식 응원가 Part.1〉에 이은 두 번째 응원가이다. 2012년 8월 3일에 디지털 싱글로 발매하였으며 박정현, 김조한, 국카스텐이 참여하였다.

## 설명
2012 런던 올림픽 MBC 공식 주제가인 〈지금 이 순간〉은 가수 박정현과 김조한의 듀엣곡으로 돈 스파이크가 작곡한 곡이다. 또한 MBC 공식 응원가인 〈푸에고〉는 록 밴드 국카스텐이 불렀으며 국카스텐 특유의 사이키델릭한 사운드가 잘 드러난 곡이다.

## 수록곡
| #  | 제목                              | 작사   | 작곡        | 편곡        | 재생 시간 |
| -- | --------------------------------- | ------ | ----------- | ----------- | --------- |
| 1. | 〈지금 이 순간〉 (박정현, 김조한) | 김민지 | 돈 스파이크 | 돈 스파이크 | 4:20      |
| 2. | 〈푸에고〉 (국카스텐)             | 하현우 | 국카스텐    | 국카스텐    | 4:15      |